# Phylloscopus kansuensis
Phylloscopus kansuensis là một loài chim trong họ Phylloscopidae.